# محمدرضا
محمدرضا نامی رایج در میان ایرانیان است. این نام مرکب از دو اسم محمد و رضا است. «محمد» به معنی ستوده و «رضا» به معنی راضی و خشنود است.
محمدرضا ممکن است به یکی از افراد زیر اشاره کند:
- محمدرضا اسکندری
- محمدرضا امین‌ناصری
- محمدرضا باطنی
- محمدرضا باهنر
- محمدرضا پهلوی
- محمدرضا توسلی محلاتی
- محمدرضا زاهدی
- محمدرضا حافظ‌نیا
- محمدرضا حبیبی
- محمدرضا خلعتبری
- محمدرضا رحیمی
- محمدرضا رودکی
- محمدرضا زرین‌دست
- محمدرضا ساکت
- محمدرضا شجریان
- محمدرضا شریفی‌نیا
- محمدرضا شفیعی کدکنی
- محمدرضا عادلخانی
- محمدرضا عارف
- محمدرضا فروتن
- سید محمدرضا گلپایگانی
- محمدرضا گلزار
- محمدرضا لطفی
- محمدرضا مامانی
- محمدرضا مهدوی (بازیکن فوتبال)
- محمدرضا مهدوی (بازیکن فوتبال، زادهٔ ۱۹۷۲)
- محمدرضا مهدوی کنی
- محمدرضا هنرمند
- محمدرضا آهنج
- محمدرضا علیمردانی